# Abraham Paz Cruz
Abraham Paz (El Puerto de Santa María, 29 de juny de 1979) és un futbolista andalús, que ocupa la posició de defensa.
Format al planter del Cadis CF, hi romandria entre 1997 i 2003 al filial de l'equip groc, inclosa una cessió al veí Racing Club Portuense. El 2003 puja al primer equip gadità, amb qui jugaria a Primera i Segona Divisió. L'estiu del 2008 fitxa per l'Hèrcules CF, també de la Segona Divisió.